# تاتا سومو گریند
تاتا سومو گریند (Tata Sumo Grande) خودرویی است که از سال ۲۰۰۸–کنون در هند تولید شده‌است. است. سیستم جعبه‌دندهٔ آن ۵ دنده به صورت دستی است.